# Susan Leigh Star
Susan Leigh Star (geb. 3. Juli 1954; gest. 24. März 2010) war eine amerikanische Soziologin, die sich mit der Bedeutung von Information in modernen Gesellschaften und mit Fragen der Standardisierung beschäftigte. Sie nutzte meist qualitative Methoden und griff auf feministische Theorien zurück.

## Biografie
Star wurde als Susan Leigh Kippax geboren. Ihr Nachname Star ist selbstgewählt.  Sie  wuchs in einem ländlichen, durch Industrie-Arbeit geprägten Gebiet in Rhode Island auf. Nachdem sie ein Stipendium für das Radcliffe College bekommen hatte, begann sie dort Philosophie zu studieren. Star brach das Studium ab, heiratete und zog nach Venezuela, wo sie eine Kommune mitgründete. In dieser Zeit begann Star sich mit Fragen zur Technologie und ihren Auswirkungen zu beschäftigen. Seit Ende der 1970er verband sie Wicca-Religion und feministisch-ökologische Ansichten.
Star kehrte an die Universität zurück und machte 1976 ihren Abschluss in Psychologie und Sozialen Beziehungen (Social Relations) am Radcliffe College mit Magna cum laude. Sie promovierte 1983 bei Anselm Strauss (Titel: Scientific Theories as Going Concerns, veröffentlicht als Regions of the Mind).
Star war von 1987 bis 1990 Assistant Professor am  Department of Information and Computer Science der UC Irvine. Danach arbeitete sie in Paris und im Department of Sociology and Social Anthropology der University of Keele. Von 1992 bis 1999 arbeitete Star an der University of Illinois, dann bis 2004 an der University of California, San Diego, gefolgt von Arbeit an der Santa Clara University. 2009 wurde Star auf den Doreen E. Boyce Chair in Library and Information Services an der University of Pittsburgh berufen.
Star war verheiratet mit dem Wissenschaftsphilosophen und -Historiker Geoffrey Bowker, mit dem sie auch gemeinsam forschte und publizierte.
Am 24. März 2010 verstarb Susan Leigh Star überraschend im Alter von 55 Jahren.

## Akademische Arbeit
Stars Arbeit war beeinflusst vom symbolischen Interaktionismus und von amerikanischem Pragmatismus. Sie nutzte Grounded Theory als Forschungsmethode und betrachtete sie als einen wichtigen Einfluss auf ihr Leben. Ein wiederkehrendes Thema ihrer Arbeiten war der Umgang von Gruppen mit heterogenen Infrastrukturen. In der Studie über Beziehungen von Akteuren betonte Star „viele-zu-vielen-Beziehungen“ in einer Weiterentwicklung der Theorien von Latour und Callon.
Mit den Grenzobjekten (Boundary Objects) erdachten Star und Griesemer ein Konzept, das erklärt, wie verschiedene Gruppen mit unterschiedlichen Zielsetzungen zusammenarbeiten können. Ihr Interesse an Infrastrukturen für Kooperation findet sich auch in ihrer Arbeit an Computersystemen zur Zusammenarbeit, wie z. B. in Steps towards an ecology of infrastructure. Kategorisierung und Standards sowie deren soziale Auswirkungen analysiert sie in Sorting Things Out, in Publikationen zur Sichtbarkeit von Arbeit und zur Geschlechtlichkeit in Hirnforschung.

## Schriften (Auswahl)

### Monografien
- Susan Leigh Star: Zone of the Free Radicals. Running Deer Press, Berkeley, CA 1984.
- Geoffrey C. Bowker, Susan Leigh Star: Sorting Things Out: Classification and Its Consequences. The MIT Press, Cambridge, MA 2000, ISBN 978-0-262-52295-3.
- Susan Leigh Star: Grenzobjekte und Medienforschung. Hrsg.: Sebastian Gießmann, Nadine Taha. 1. Auflage. Transcript, Bielefeld 2017, ISBN 978-3-8376-3126-5 (transcript-verlag.de – Open Access beim Verlag).

### Herausgaben
- Susan Leigh Star (Hrsg.): Ecologies of Knowledge: Work and Politics in Science and Technology. SUNY Press, Albany NY 1995, ISBN 978-0-7914-2565-7.
- Susan Leigh Star (Hrsg.): The Cultures of Computing. Basil Blackwell, Oxford 1995, ISBN 978-0-631-19282-4.
- Geoffrey Bowker, Susan Leigh Star, Les Gasser, William Turner (Hrsg.): Social Science, Technical Systems, and Cooperative Work. Beyond the Great Divide. Routledge, London 1998, ISBN 978-0-8058-2403-2.
- Martha Lampland, Susan Leigh Star (Hrsg.): Standards and Their Stories: How Quantifying, Classifying, and Formalizing Practices Shape Everyday Life. Cornell University Press, Ithaca, NY 2009, ISBN 978-0-8014-7461-3.